# Реховот
Реховот (івр. רחובות) — місто в Центральному окрузі Ізраїлю, на відстані 20 км на південний-схід від Тель-Авіва. У літературному івриті наголос в назві стоїть на останньому складі («Рехово́т» в українській транскрипції), у розмовному — на другому («Рехо́вот»). Населення міста — понад 106 тис. мешканців (2007).

## Історія
Місто було засноване в 1890 році вихідцями з Польщі, в основному з Варшави, як сільськогосподарське поселення, незалежне від барона Ротшильда. Організатори були об'єднані в спілку «Менуха ве-нахала» («Мир та уділ» — см. Повт 12:9). Поселення було названо на честь колодязя, викопаного Ісааком (в українському перекладі Біблії — Реховот, «широкі простори»): «І він пересунувся звідти, і викопав іншу криницю, і не сварились за неї. І він назвав для неї ім'я: Реховот, і сказав: Тепер нам поширив Господь, і в Краю ми розмножимось..» (Буття 26:22).
В 1950 році отримав статус міста. В місті розташований всесвітньо відомий інститут природничих наук імені Вейцмана, а також сільськогосподарський факультет Гебрейського університету. В 1990-х роках побудована промислова зона підприємств високих технологій. В місті також видаються декілька міжнародних профільних наукових журналів.

## Видатні земляки
- Еяль Голан (1971) — ізраїльський виконавець.
- Хезі Лесклі — ізраїльський поет і хореограф.
- Ципі Хотовелі (1978) — ізраїльський політик.
- Янец Леві (1975) — ізраїльський дитячий письменник.